# 阿迪·沙里波夫
阿迪·沙里波维奇·沙里波夫（俄语：Ади Шарипович Шарипов，1912年12月19日—1993年11月4日），哈萨克族，苏联作家、语言学家。语言学博士。苏德战争期间在白俄罗斯参加游击队。曾任哈萨克苏维埃社会主义共和国教育部长，部长会议副主席兼外交部长，哈萨克苏维埃社会主义共和国作家联盟第一书记等职务。

## 生平
- 1912年12月19日（格里历：12月6日）出生于塞米巴拉金斯克州斋桑区马利诺夫卡村。1938年毕业于哈萨克教育学院。
- 1938年-1940年2月，阿拉木图中学教师。
- 1940年2月-1944年，红军第7装甲师服役。服役期间曾加入白俄罗斯游击武装与德军作战。1944年退役。
- 1944年-1958年，哈萨克苏维埃社会主义共和国教育部副部长。
- 1958年-1963年，哈萨克苏维埃社会主义共和国教育部长。
- 1963年-1966年，哈萨克苏维埃社会主义共和国部长会议副主席兼外交部长。
- 1966年-1971年，哈萨克苏维埃社会主义共和国作家联盟第一书记兼苏联作家联盟书记。
- 1971年-1979年，哈萨克苏维埃社会主义共和国科学院文艺研究所高级研究员。
- 1979年-1993年，哈萨克斯坦苏维埃社会主义共和国科学院文艺研究所所长。
- 1993年11月4日于阿拉木图逝世，享年80岁。葬于峡谷公墓。

沙里波夫是第7届苏联最高苏维埃联盟院代表，第5-6届哈萨克斯坦苏维埃社会主义共和国最高苏维埃代表。

## 作品
- 《一件夹克的故事》
- 《游击队的女儿》
- 《森林之歌》

## 荣誉
- 列宁勋章
- 一级卫国战争勋章
- 两次劳动红旗勋章
- 红星勋章
- 荣誉勋章
- 哈萨克苏维埃社会主义共和国荣誉教育工作者称号（1957）